# Teče tudy řeka
Teče tudy řeka (v anglickém originále A River Runs Through It) je americký dramatický film z roku 1992. Režisérem filmu je Robert Redford. Hlavní role ve filmu ztvárnili Craig Sheffer, Brad Pitt, Tom Skerritt, Brenda Blethyn a Emily Lloyd.

## Ocenění
Film získal Oscara za nejlepší kameru. Nominován byl i v kategoriích nejlepší scénář a hudba. Nominován byl také na Zlatý glóbus v kategorii nejlepší režie.

## Obsazení
| Craig Sheffer        | Norman Maclean   |
| Brad Pitt            | Paul Maclean     |
| Tom Skerritt         | Reverend Maclean |
| Brenda Blethyn       | paní Maclean     |
| Emily Lloyd          | Jessie Burns     |
| Edie McClurg         | paní Burns       |
| Joseph Gordon-Levitt | mladý Norman     |
| Vann Gravage         | mladý Paul       |
| Robert Redford       | vypravěč         |